# Мемфіс (Теннессі)
Мемфіс (англ. Memphis) — місто (англ. city) в США, в окрузі Шелбі, розміщене в південно-західному районі штату Теннессі, порт на річці Міссісіпі. Населення — 633 104 особи (2020), що робить місто найбільш населеним у штаті Теннессі, третім у південно-східних штатах і дев'ятнадцятим у Сполучених Штатах. Мемфіс одне з наймолодших міст штату.

## Історія

### Рання історія

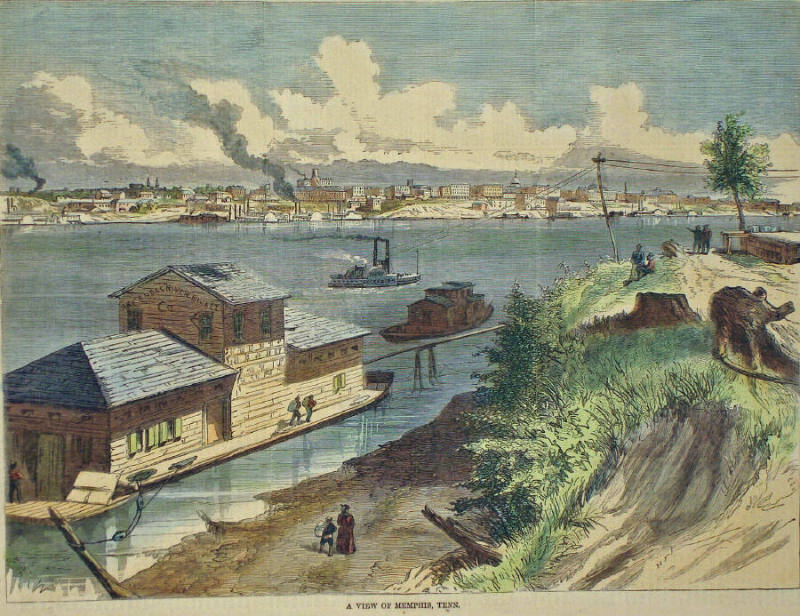
Мемфіс у 1871 році

До прибуття європейців на території, де нині лежить Мемфіс, мешкало індіанське плем'я Чікасав. Іспанський дослідник Ернандо де Сото (ісп. Hernando de Soto) і два французькі дослідники Рене Роберт Кавельє (фр. Rene Robert Cavelier) та Сьєр де Ла Саль (фр. Sieur de La Salle) були першими, хто дослідив територію Мемфіса.

### XIX століття
Мемфіс було засновано в 1819 році Джоном Овертоном (англ. John Overton), Джеймсом Вінчестером (англ. James Winchester) і Ендрю Джексоном (англ. Andrew Jackson). Місто назвали на честь стародавньої столиці Єгипту, що знаходиться на річці Ніл. Упродовж XIX століття місто розвивалось завдяки своєму зручному положенню. Оскільки бавовняна економіка довоєнного півдня залежала від примусової робочої сили великої кількості афроамериканських рабів, Мемфіс став головним рабським ринком. У 1857 році закінчилося будівництво залізниці між Мемфісом і Чарлстоном, до громадянської війни це була єдина залізниця на південно-східній території США.
У червні 1861 року штат Теннессі захотів стати вільним від Сполучених Штатів і на короткий час став федеральною цитаделлю. 6 червня 1862 року США повернули собі Теннессі. Після цього Мемфіс став воєнною базою для країни.
У 1870 році відбулась епідемія жовтої гарячки, що знищила велику кількість мешканців. У 1878 році кількість жителів зменшилась на 75 %. Місто було майже зруйноване, через великий борг Мемфіс став податковим районом. Ним він був з 1878 до 1893 роки.

### XX століття
Мемфіс перетворився на найбільший у світі ринок бавовни й деревини. У 1950-х роках це був найбільший у світі ринок мулів.
Протягом 1960-х місто зазнавало великих проблем цивільних прав, проводились страйки, люди втрачали робочі місця. 4 квітня 1968 року в мотелі «Lorraine» був убитий Мартін Лютер Кінг-молодший (англ. Martin Luther King, Jr.).

## Географія і клімат
Мемфіс розташований за координатами 35°6′13″ пн. ш. 89°58′43″ зх. д. / 35.10361° пн. ш. 89.97861° зх. д. (35.103543, -89.978498). За даними Бюро перепису населення США в 2010 році місто мало площу 839,16 км², з яких 815,99 км² — суходіл та 23,18 км² — водойми.

### Вода
Поряд з Мемфісом тече річка Міссісіпі, а на ній є мемфіське водоносне джерело. Воно має чисту і м'яку воду.

### Клімат
| Клімат Мемфіса (1981-2010) | Клімат Мемфіса (1981-2010) | Клімат Мемфіса (1981-2010) | Клімат Мемфіса (1981-2010) | Клімат Мемфіса (1981-2010) | Клімат Мемфіса (1981-2010) | Клімат Мемфіса (1981-2010) | Клімат Мемфіса (1981-2010) | Клімат Мемфіса (1981-2010) | Клімат Мемфіса (1981-2010) | Клімат Мемфіса (1981-2010) | Клімат Мемфіса (1981-2010) | Клімат Мемфіса (1981-2010) | Клімат Мемфіса (1981-2010) |
| Показник                   | Січ.                       | Лют.                       | Бер.                       | Квіт.                      | Трав.                      | Черв.                      | Лип.                       | Серп.                      | Вер.                       | Жовт.                      | Лист.                      | Груд.                      | Рік                        |
| Абсолютний максимум, °C    | 26,1                       | 27,2                       | 30,6                       | 34,4                       | 37,2                       | 40,0                       | 42,2                       | 41,7                       | 39,4                       | 35,0                       | 30,0                       | 27,2                       | 42,2                       |
| Середній максимум, °C      | 9,9                        | 12,6                       | 17,7                       | 22,8                       | 27,3                       | 31,6                       | 33,1                       | 32,9                       | 29,5                       | 23,6                       | 17,0                       | 11,2                       | 22,4                       |
| Середня температура, °C    | 5,1                        | 7,5                        | 12,2                       | 17,2                       | 22,1                       | 26,4                       | 28,2                       | 27,8                       | 24,0                       | 17,8                       | 11,8                       | 6,4                        | 17,2                       |
| Середній мінімум, °C       | 0,3                        | 2,4                        | 6,7                        | 11,6                       | 16,8                       | 21,3                       | 23,2                       | 22,6                       | 18,4                       | 12,1                       | 6,5                        | 1,7                        | 12,0                       |
| Абсолютний мінімум, °C     | −22,2                      | −23,9                      | −11,1                      | −2,8                       | 3,3                        | 8,9                        | 11,1                       | 8,9                        | 2,2                        | −3,9                       | −12,8                      | −25                        | −25                        |
| Норма опадів, мм           | 101                        | 112                        | 131                        | 140                        | 133                        | 92                         | 117                        | 73                         | 79                         | 101                        | 139                        | 146                        | 1364                       |
| -------------------------- | -------------------------- | -------------------------- | -------------------------- | -------------------------- | -------------------------- | -------------------------- | -------------------------- | -------------------------- | -------------------------- | -------------------------- | -------------------------- | -------------------------- | -------------------------- |
| Джерело: Погода й клімат   |                            |                            |                            |                            |                            |                            |                            |                            |                            |                            |                            |                            |                            |

Мемфіс має вологий субтропічний клімат, з чотирма відмінними сезонами. Погода прибуває з різних місць, зимова з Великих Рівнин і з Мексиканської затоки, літня з Техасу (дуже спекотна і суха), або з Мексиканської затоки (тепла і волога). Середня найвища температура влітку — 33 °C, середня найнижча температура влітку — 23 °C. Літо має багато опадів через вологості яка прибуває з Мексиканської затоки. В середині літа часто йдуть грози, але, як правило, вони не довгі. Грози в основному йдуть вдень, а після них, ввечері, наступає приємна прохолода. З початком літа температура різко падає, але були випадки, коли до жовтня було дуже спекотно. Дощі йдуть частіше. Настає зима, грудень — один з найдощових місяців. Середня найвища температура взимку — 9 °C, середня найнижча температура — −1 °C. Снігу мало, але часто бувають небезпечні крижані шторми. Вони ламають дерева, через це ушкоджуються лінії електропередач, також можуть пошкодити автомобілі і будинки.

## Населення і культура

### Демографія

#### Перепис 2010
Згідно з переписом 2010 року, у місті мешкало 646 889 осіб у 250 344 домогосподарствах у складі 152 993 родин. Густота населення становила 771 особа/км². Було 291883 помешкання (348/км²).
Расовий склад населення:
| - 63,3 % — чорних або афроамериканців - 29,4 % — білих - 1,6 % — азіатів - 0,2 % — корінних американців - 4,0 % — осіб інших рас |

До двох чи більше рас належало 1,4 %. Частка іспаномовних становила 6,5 % від усіх жителів.
За віковим діапазоном населення розподілялося таким чином: 26,0 % — особи молодші 18 років, 63,7 % — особи у віці 18—64 років, 10,3 % — особи у віці 65 років та старші. Медіана віку мешканця становила 33,0 року. На 100 осіб жіночої статі у місті припадало 90,3 чоловіків; на 100 жінок у віці від 18 років та старших — 86,4 чоловіків також старших 18 років.
Середній дохід на одне домашнє господарство становив 55 297 доларів США (медіана — 36 445), а середній дохід на одну сім'ю — 65 483 долари (медіана — 43 023). Медіана доходів становила 37 989 доларів для чоловіків та 33 105 доларів для жінок. За межею бідності перебувало 27,6 % осіб, у тому числі 43,7 % дітей у віці до 18 років та 13,8 % осіб у віці 65 років та старших.
Цивільне працевлаштоване населення становило 286 316 осіб. Основні галузі зайнятості: освіта, охорона здоров'я та соціальна допомога — 22,6 %, транспорт — 11,9 %, роздрібна торгівля — 11,3 %.

#### Перепис 2000
За переписом 2000 року населення міста становило 650 100 осіб. Щільність — 2 327,4 чоловіка на км². Тоді там проживало 61,41 % афроамериканців, 34,41 % білих, 2,97 % латино-американців, 1,46 % азіатів, 0,19 % індіанців, і 0,04 % жителів з тихоокеанських островів.

### Злочинність

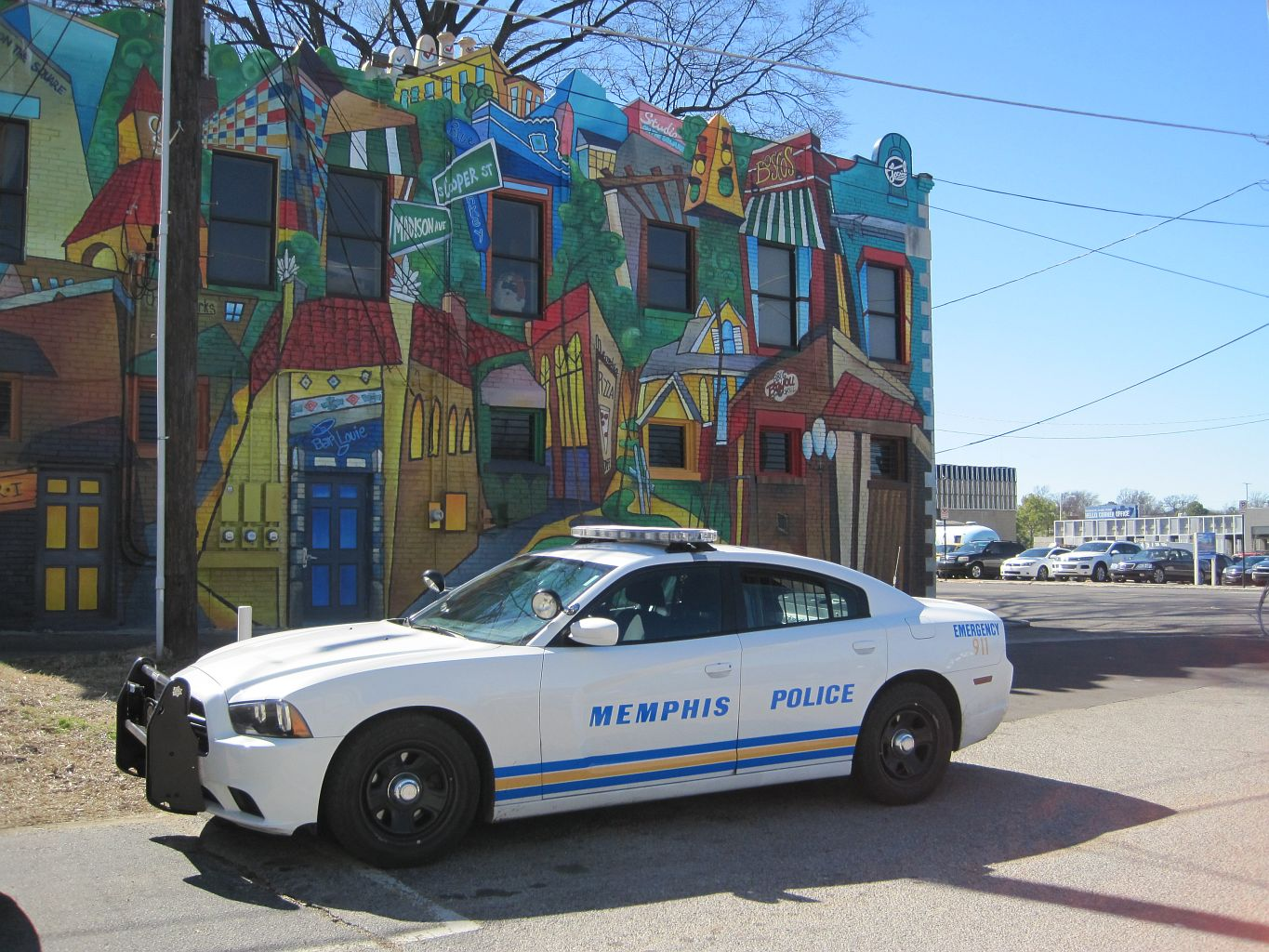
Поліцейська машина Мемфіса

Хоча в 2004 року хвиля тяжких злочинів залишила Мемфіс і їх кількість сягнула найнижчих показників за десятиліття, згодом тенденція злочинів почала зростати. У 2005 році Мемфіс посів 4 місце в США як одне з найнебезпечніших міст Сполучених Штатів, населення яких більш ніж 500 000 жителів.
У першій половині 2006 року грабіж фірм збільшився на 52,5 %, грабіж людей збільшився на 28,5 %, вбивство збільшилось на 18 %. Мемфіський поліцейський відділ створив операцію «Blue C.R.U.S.H.» (англ. Crime Reduction Using Statistical History), який призначається для гарячих точок і рецидивістів. Підрахунок показав, що у 2005 у Мемфісі було скоєно 154 вбивства, у 2006 році — 160 вбивств,  2007 році — 164, у 2008 році — 168. У 2006 році ФБР оголосило Мемфіс найнебезпечнішим містом у США, які мають більш ніж 500 000 жителів.
Між 2006 і 2008 роками кількість злочинів впала на 16 %, у першій половині 2009 року кількість злочинів знизилася ще на 10 % (якщо порівнювати з 2008).

### Культурні події
Травень — один з найприємніших місяців для Мемфісу, тому що саме в ньому відмічається багато свят. Саме в цей місяць проходить Вуличний фестиваль музики Беаля (англ. Beale Street Music Festival), Міжнародний тиждень (англ. International Week), Симфонія заходу сонця (англ. Sunset Symphony). Світовий чемпіонат барбеккю (англ. World Championship Barbecue Cooking Contest), який є найбільшим у світі чемпіонатом з готування свинячого барбеккю.
Карнавал Мемфіса, раніше відомий як «Бавовняний карнавал Мемфісу», це щорічний день святкувань, який відбувається в червні, що вітає різні аспекти галузі промисловості в місті. Щорічний король і королева, яких відбирають таємно від жителів, правлять карнавалом.

### Мистецтво

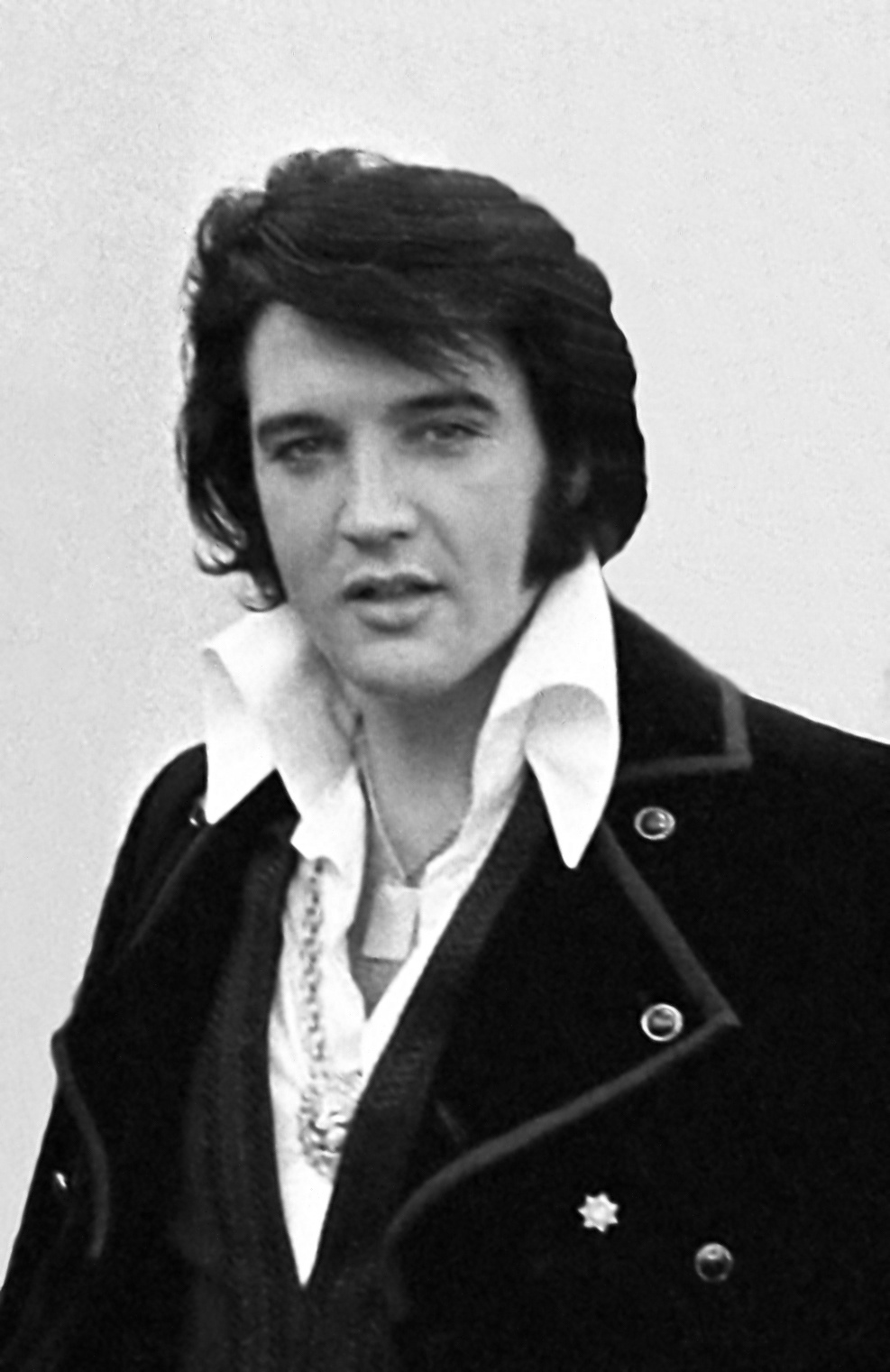
Елвіс Преслі

Мемфіс відомий своїми видатними музикантами і співаками, передусім у напрямках блюз, рок-н-рол, кранк і кантрі. У місті працювали такі відомі музиканти, як Джон Купер, Джонні Кеш, Елвіс Преслі, Б.Б. Кінг, Мадді Вотерс, Карл Перкінс, Роберт Джонсон, Хаулін Вульф, Айзек Хейз, Букер Т. Джонс і Ел Грін.
У Мемфісі також народились історик громадянської війни Шелбі Фут і драматург Теннессі Вільямс. Романіст Джон Грішем ріс у графстві Десото, багато його книг знаходиться в Мемфісі.

### Згадування Мемфіса в літературі
Мемфіс згадується в багатьох книгах, «The Reivers» написана Вільямом Фолкнером (англ. William Faulkner) (1962), «September, September» написана Шелбі Футом (англ. Shelby Foote) (1977), «The Old Forest and Other Stories» (1985) і «A Summons to Memphis» (1986) написані Петером Тейлором (англ. Peter Taylor) (1985), «The Firm» написана Джоном Грішемом (англ. John Grisham) (1991), «Memphis Afternoons: a Memoir» написана Джеймсом Конавеї (англ. James Conaway) (1993), «Cassina Gambrel Was Missing» написана Вільямом Віткінсом (англ. William Watkins) (1999), «The Guardian» написана Бітчер Сміт (англ. Beecher Smith) (1999), і «The Architect» написана Джеймсом Вільямсоном (англ. James Williamson) (2007). «Memphis» написана Чаком Беррі (англ. Chuck Berry), «Queen of Memphis» написана (англ. Confederate Railroad), «Memphis Soul Stew» написана Кінгом Куртісом (англ. King Curtis), «Maybe It Was Memphis» написана Пем Тілліс (англ. Pam Tillis), «Graceland» написана Полом Саймоном(англ. Paul Simon), «Memphis Train» написана Руфусом Томасом (англ. Rufus Thomas), і «Walking in Memphis» написана Марком Когном (англ. Marc Cohn), ці книги також описують Мемфіс.

### Релігія
Мемфіс ще з давніх-давен був батьківщиною багатьох релігій. З 1870 року будувались храми для баптистів, католиків, англіканців, протестантстів, пресвітеріанців. У 2009 році в основному храми існують для християн, євреїв, мусульман, буддистів, і індусів.
Велика «Баптистська церква Беллевуї» була заснований у Мемфісі у 1903 році. Її поточне членство приблизно 27 000 осіб. Багато років нею керував Адріан Роджерс (англ. Adrian Rogers).
Мемфіс має Church of God in Christ, Second Presbyterian Church, Christ United Methodist Church, Idlewild Presbyterian Church, та Calvary Episcopal Church. Також місто має два собори Cathedral of the Immaculate Conception (римо-католики) і St. Mary's Episcopal Cathedralis (єпископальна єпархія).
У Мемфісі мешкає приблизно 10 000 — 15 000 мусульман. Також місто має Храм Ізраїлю і синагогу Реформи, яка має приблизно 7 000 учасників, також ця синагога є одною з найбільших в Америці. Найбільша синагога в місті — синагога Вайрона Гігша.

## Економіка

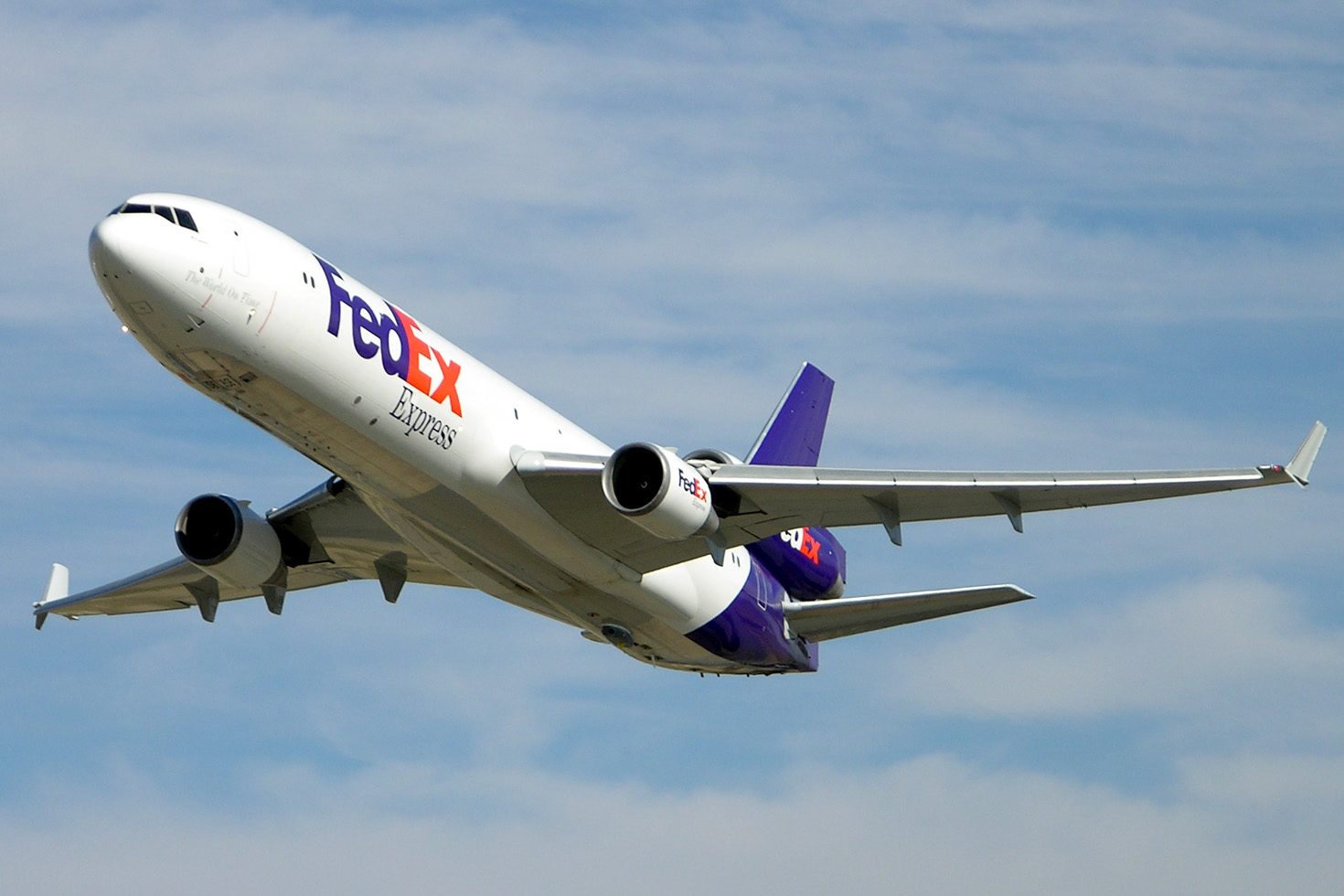
FedEx MD-11F (2005)

Центральне місце розташування Мемфіса спричинило стрімкий комерційний розвиток. Мемфіс ідеально розташований для торгівлі і транспортування. Місто має важливий для країни аеропорт і річковий порт.
У Мемфісі є багато компаній і корпорацій: «FedEx Corporation», «AutoZone Incorporated», «International Paper», «Thomas & Betts» та інші. Крім того, місто є батьківщиною фармацевтичної корпорації «Schering-Plough Corporation».
Кіновиробництво і розваги зросли у Мемфісі останніми роками. Фільми «Mystery Train» (1989), «The Firm» (1993), «Cast Away» (2000), «Forty Shades of Blue» (2005), «Hustle and Flow» (2006), «Soul Men» (2008) і «Walk the Line» (2005) знімались саме в Мемфісі.
У 2000 році журнал «Inc.» прийняв Мемфіс у п'ятдесят найкращих міст для розвитку малого бізнесу.

## Уряд
Містом керує мер і 13 людей з муніципалітету, 6 вибрані містом і 7 вибрані штатом. Попереднім мером був Вільям Герентон (англ. W. W. Herenton), зараз проводяться вибори, але поки містом керує Майрон Ловері (англ. Myron Lowery).

## Освіта
У Мемфісі є багато приватних і урядових шкіл: Братська Християнська Середня Школа (англ. Christian Brothers High School) (для хлопчиків), Університетська Школа Мемфіса (англ. Memphis University School) (для хлопчиків), Школа Хутчісона (англ. Hutchison School) (для дівчат), Єпископальна Школа Пресвятої Діви Марії (англ. St. Mary's Episcopal School) (для дівчат), Християнська Школа Браяркрест (англ. Briarcrest Christian School) (для студентів), Незалежна Школа Св. Георгія (англ. St. George's Independent School) (для студентів), Євангелістка Християнська Школа (англ. Evangelical Christian School) (для студентів), Університетська Школа Лозанна (англ. Lausanne Collegiate School) (для студентів).
Також у місті велика кількість коледжів і університетів, Університет Мемфіса (раніше називався Державним Університетом Мемфіса) (англ. University of Memphis), Коледж Родеса (англ. Rhodes College), Мемфіський Коледж Мистецтва (англ. Memphis College of Art), Коледж Лі Моуне-Овена (англ. Le Moyne-Owen College), Коледж Крічтона (англ. Crichton College), Християнський Братерський Університет (англ. Christian Brothers University), Баптистський Коледж Науки Медицини (англ. Baptist College of Health Sciences), Університетський Центр Медицини Теннессі (англ. University of Tennessee Health Science Center) (тут навчають стоматологів, лікарів, медсестер, фармацевтів, дипломатичних спеціалістів медицини і науковців здоров'я).
Стоматологічний Коледж Теннессі був заснований в 1878, це робить його найстаріший стоматологічним коледжем на півдні і третім найстаріший стоматологічним коледжем у США.

## Транспорт

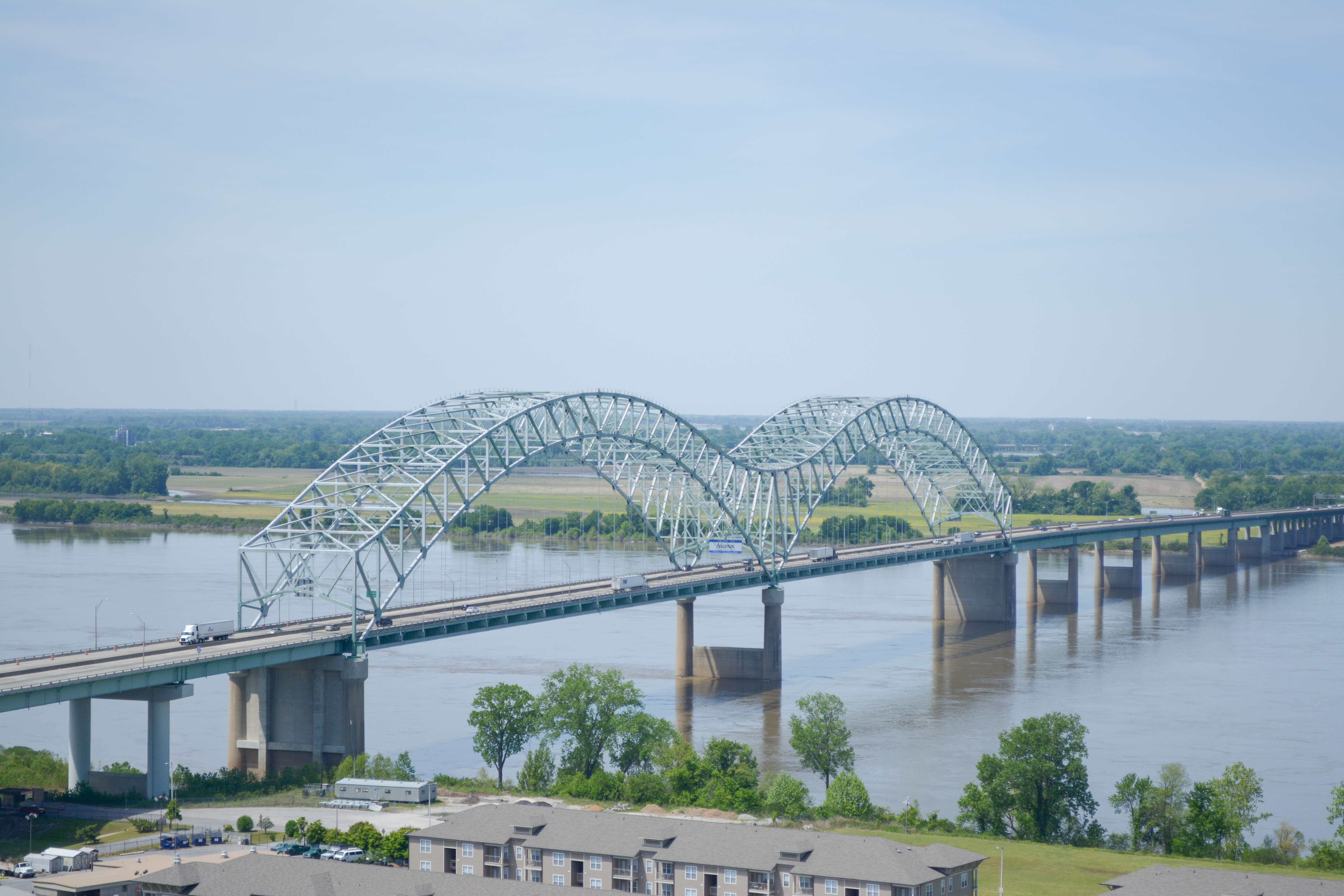
Міст Ернандо де Сото (Hernando de Soto Bridge)

### Шосе
40 (I-40) і 55 (I-55) автомагістраль є головними автострадами в районі Мемфіса. Ці автомагістралі перетинають Міссісіпі і Арканзас. Будування сегменту коридору I-69, що пролягає в область метра Мемфісу, завершиться в 2012 році.

### Залізниця
На початку 20-го століття у Мемфіса були дві головні станції пасажирської залізниці. Після того, як обслуговування пасажирської залізниці зменшилося в середині століття, Мемфіська Станція Союзу була знесена в 1969. Мемфіська Центральна станція була відремонтована і тепер служить Новому Орлеану, надаючи послугу між ним Чикаго.

### Аеропорт
Мемфіський міжнародний аеропорт доволі великий, і в 2007 році став аеропортом, який перевіз найбільшу кількість пасажирського вантажу.

### Річковий порт
Річковий порт Мемфіса є другим найбільшим вантажним портом на річці Міссісіпі, а також четвертим найбільшим внутрішнім порт Сполучених Штатів.

### Мости
Річку Міссісіпі перетинають чотири рейкові мости і багато мостів-шосе. Це «міст Фріско» (англ. Frisco Bridge) (побудований у 1892), «міст Гарагана» (англ. Harahan Bridge) (побудований у 1916), «Меморіальний міст Мемфіс-Арканзас» (англ. Memphis-Arkansas Memorial Bridge) (побудований у 1949) і «міст Ернандо де Сото» (Hernando de Soto Bridge) (побудований у 1973).

### Трамвай
У 1993 році після 46 річної перерви в місті знов відкрилась трамвайна лінія. До 2014 року у Мемфісі працювало 3 лінії, але через пожежі у вагонах експлуатація трамвайної мережі міста була призупинена майже на 4 роки. Рух на Головній лінії відкрився знов 30 квітня 2018 року.

## Туризм і відпочинок

### Музеї та галереї

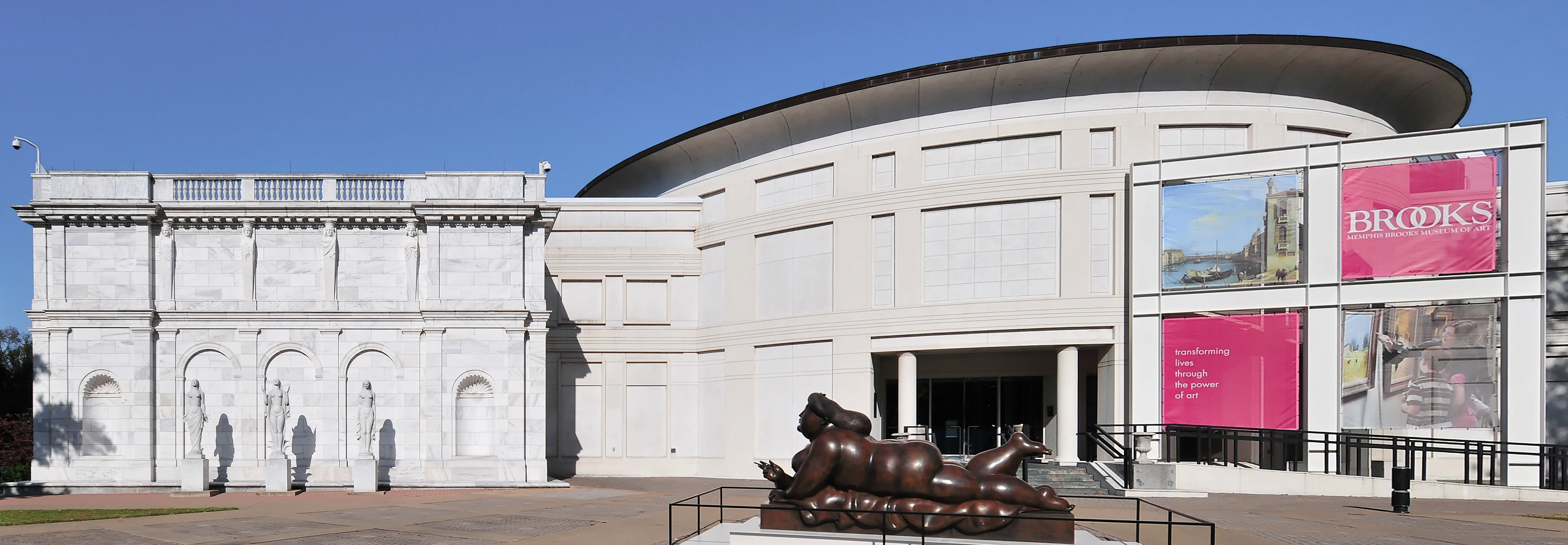
Художній музей Брукс

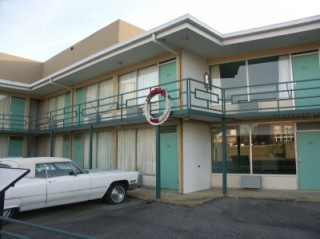
Мотель Lorraine (2005)

Національний музей цивільних прав (National Civil Rights Museum)
Національний музей цивільних прав розміщений у колишньому мотелі «Lorraine», де був убитий Мартін Лютер Кінг молодший (англ. Martin Luther King, Jr.). Ця подія має історичний сенс американського руху за цивільні права.
Художній музей Брукс (Brooks Museum of Art)
Музей заснований у 1916, найстаріший і найвидатніший мистецький музей штату Теннессі. У Музеї виставляються роботи часів італійського ренесансу, британського бароко, і французького імпресіонізму, а також багато робіт художників 20 століття.
Землі грації (Грейсленд)
Землі грації — це колишній будинок легенди рок-н-ролу Елвіса Преслі. Будинок є одним з найвідвідуваніших у Сполучених Штатах, за рік його відвідує 600 000 людей. У будинку Елвіса Преслі є два його літаки, автомобіль, мотоцикли, й інші особисті речі співака. 7 листопада 1991 «Землі Грації» були внесені до списку «Національних Історичних Місць».
Рожевий палац (Pink Palace)
Рожевий палац є найкращим музеєм науки і історії на півдні Сполучених Штатів. В ньому проводять різні виставки, від археології до хімії. Також «Рожевий Палац» має третій найбільший планетарій Америки і театр IMAX. В музеї представлено перший побудовану продуктову крамницю.
Мемфіська алея слави (Memphis Walk of Fame)
Мемфіська алея слави — суспільна виставка, розташована на вулиці Біал. Це та ж сама алея слави Голівуду, але ця включає лише знаменитостей з Мемфісу. Ці знаменитості: В. С. Генді (англ. W. C. Handy), Б. Б. Кінг (англ. B. B. King), Боббі Блу Бленд (англ. Bobby Blue Bland), Альбрта Хантер (англ. Alberta Hunter) і багато інших.
Парк Остова річки бруду (Mud Island River Park)
Парк Остова річки чруду розташований на острові Бруду в центрі Мемфіса. Річка, яка пролягає поряд з островом, має 1600 км в довжину. Відвідувачі можуть пропливти нею, і насолодитись видом на місто.
Вікторіанське село (Victorian Village)
Вікторіанське село — історичний район Мемфіса, що показує ряд прекрасних особняків Вікторіанської ери, деякі з яких відкриті для громадськості як музеї.
Бавовняний музей (Cotton Museum)
Бавовняний музей відкрився в березні 2006 році на старій торговій площі «Бавовняного обміну», яка розташована на 65 Уніон авеню, у центрі міста.

### Парки
Найголовніші парки міста це парк В. С. Генді (англ. W.C. Handy Park), парк Тома Лі (англ. Tom Lee Park), парк Аудубон (Audubon Park), Овертон парк (Overton Park). Останній включає заповідник старих лісів. Також Мемфіс має Природний Центр Лічтермана (англ. Lichterman Nature Center) і Мемфіський Ботанічний Сад.
Парк Шелбі Фармс (англ. Shelby Farms Park) знаходиться на східному краю міста, один з найбільших міських парків в Америці.

### Цвинтарі

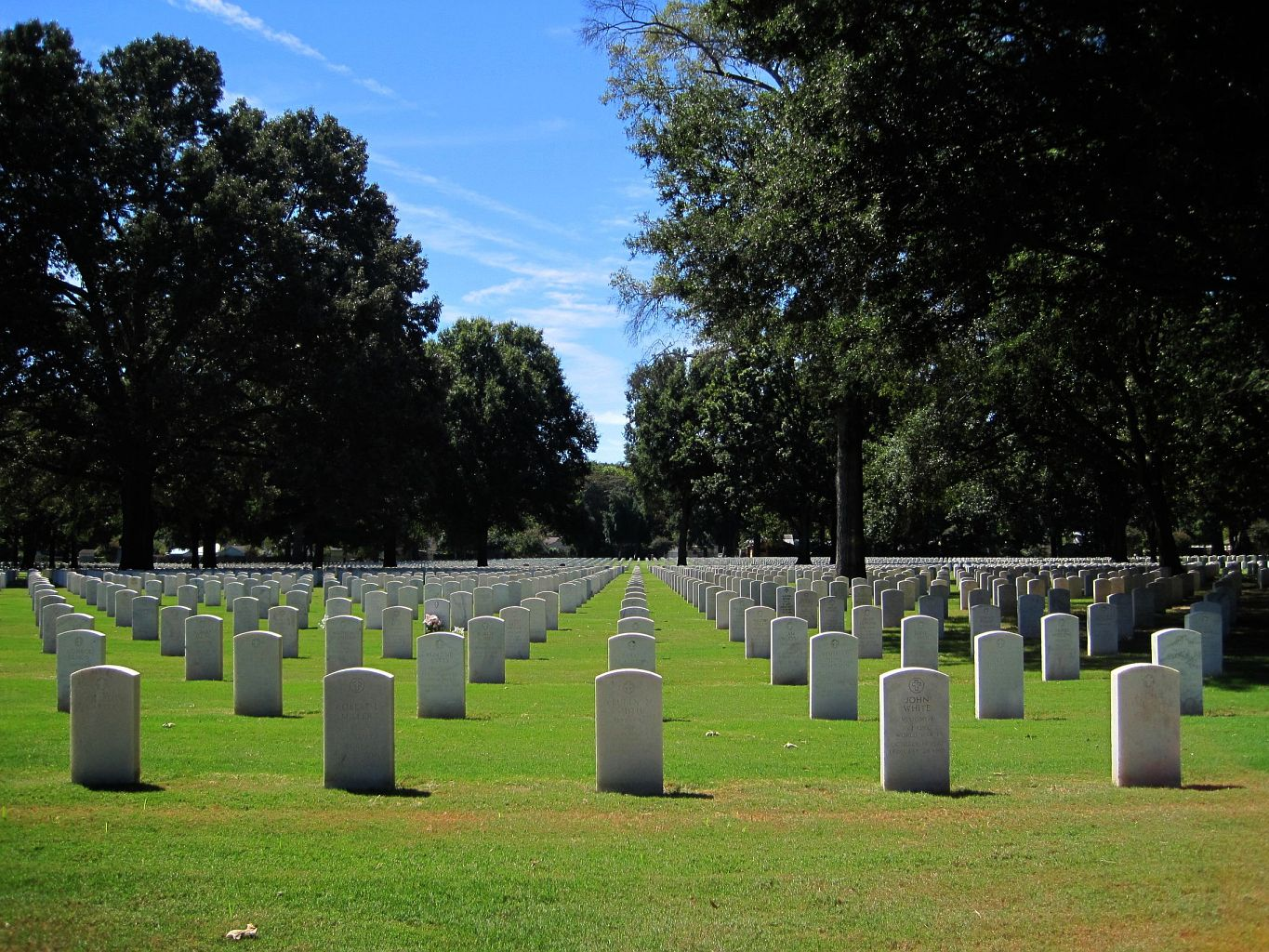
Національний цвинтар Мемфіса

У північному Мемфісі знаходиться Національний цвинтар Мемфіса, також воно є Національним цвинтарем Сполучених Штатів.
Історичний Цвинтар Елвуда — одне з найстаріших сільських цвинтарів на півдні. Меморіальний цвинтар відмічене за його прекрасні скульптури виконані мексиканським художником Діонісіо Родрігесом (англ. Dionicio Rodriguez).

### Інші цікавинки міста
Вулиця Беаля (Beale Street)

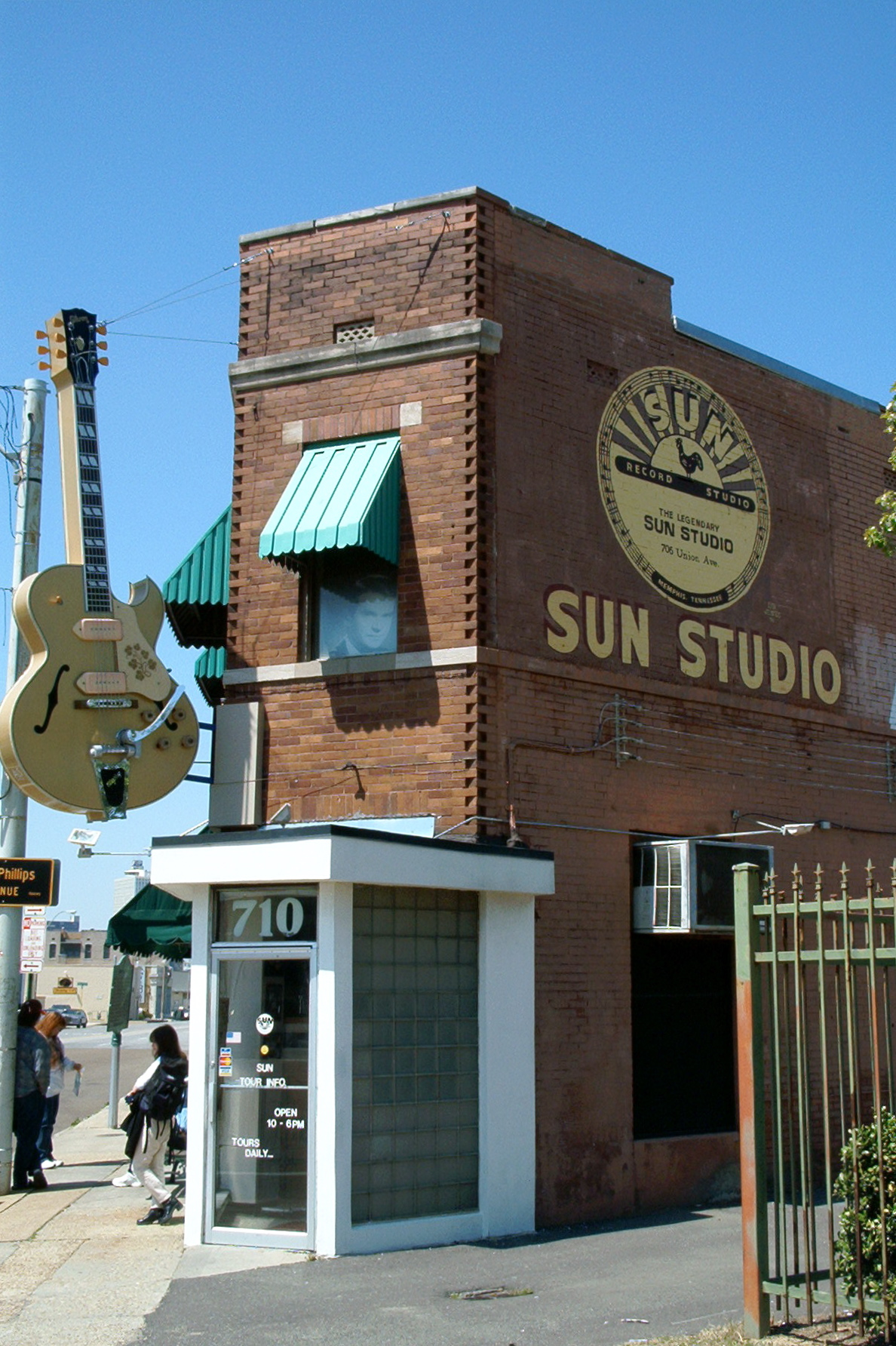
«Сан-Студіо»

Любителі блюзу можуть відвідати вулицю Беаля, Б. Б. Кінг молодший приходив сюди грати на своїй гітарі. Раніше вулиця була центром співтовариств чорних. Зараз на вулиці збираються виконавці живої музики, які в основному грають блюз. В 2008 вулиця Беаля стала найбільш відвідуваною визначною пам'яткою в Теннессі.
Студія сонця (Sun Studio)
Студія сонця — місце, де Елвіс Преслі зробив записи пісень «My Happiness» і «That's When Your Heartaches Begin». Серед інших музикантів, які робили записи в «Студії Сонця» були: Джонні Кеш (англ. Johnny Cash), Руфус Томас (англ. Rufus Thomas), Чарлі Річ (англ. Charlie Rich), Хаулін Вульф (англ. Howlin' Wolf), Рой Орбінсон (Roy Orbison), Карл Перкінс (Carl Perkins), і Джеррі Лі Лю'їс (Jerry Lee Lewis). Зараз це і студія, і музей.
Зоопарк Мемфіса (Memphis Zoo)
Зоопарк Мемфіса розташований в центрі Мемфіса, має багато видів ссавців, птахів, риби, і амфібій зі всіх континентів. Також у ньому проводитись «Велика виставка панд».
Готель Пеабоді (Peabody Hotel)
Готель Пеабоді відомий за популярних качок Пеабоді, які живуть на даху готелю.

#### Інше
Інші визначні пам'ятки Мемфісу включають «Стадіон меморіальної кулі Свободи», круїзи дня річкових суден.

## Спорт
Мемфіс є батьківщиною декількох професійних спортивних команд.
Інші визначні команди:
- «Мемфіс Ґріззліс» (НБА) — популярна баскетбольна команда.
- «Мемфіс Червоні Пташки» — потрійна баскетбольна команда.
- «Міссісіпі Рівер-Кінгс» — професійна хокейна ліга.

У Мемфісі знаходиться один з найкращих стадіонів США — стадіон Ліберті Бовл Меоріал.
Боротьба в місті також популярна, Джеррі «Кінг» Левлер (англ. Jerry "The King" Lawler) — найкращій борець штату. Спатнік Монруе (англ. Sputnik Monroe), борець 1950-х, просунув расову інтеграцію.

## Персоналії
- Кеті Бейтс (* 1948) — американська акторка.
- Сібілл Шеперд (* 1950) — американська кіноакторка, співачка, фотомодель.